# جين تشاو تشون
جين تشاو تشون (بالصينية :金 超群؛ من مواليد 26 نوفمبر 1951) هو ممثل تايواني حائز على جائزة الجرس الذهبي حقق شهرة إقليمية في شرق آسيا وجنوب شرق آسيا لدوره باو زينج في المسلسل التلفزيوني عدالة باو 1993. بحلول عام 2012، قام بتصوير باو تشنغ في أكثر من 700 حلقة من المسلسلات التلفزيونية المنتجة في تايوان وهونغ كونغ والبر الرئيسي للصين وسنغافورة. في عام 1997، قام بتمويل بناء "Chao-chun Film Studio" في تشينغداو ، الصين لتصوير الدراما التليفزيونية المتعلقة بباو تشنغ.